# 森特拉爾峰
61°27′49″N 07°52′57″E / 61.46361°N 7.88250°E
森特拉爾峰（挪威語：Sentraltind）是挪威的山峰，位於該國西南部韋斯特蘭郡，處於呂斯特，屬於尤通黑門山脈中許龍阿訥山脈的一部分，海拔高度2,348米，人類在1885年8月7日首次登頂。